# Il Re Scorpione
Il Re Scorpione (The Scorpion King) è un film del 2002 diretto da Chuck Russell.
Il film nasce come spin-off della serie de La mummia. Nel 2008 è stato realizzato un prequel direct-to-video intitolato Il Re Scorpione 2 - Il destino di un guerriero, mentre successivamente sono usciti tre sequel, anch'essi direct-to-video, Il Re Scorpione 3 - La battaglia finale, Il Re Scorpione 4 - La conquista del potere e Il Re Scorpione 5 - Il libro delle anime.

## Trama

### Prologo
3000 a.C.: un possente esercito indoeuropeo, guidato dal perfido e crudele guerriero Memnone, domina incontrastato le regioni attorno a Gomorra. Le ultime popolazioni rimaste libere decidono di ricorrere a tre accadi per rapire e uccidere lo stregone che aiuta a predire l'esito delle battaglie al tirannico guerriero e re Memnone: l'attraente Cassandra. Fra i tre guerrieri Accadi spicca Mathayus.

### Il primo assalto
Durante l'infiltrazione notturna nel campo di guerra delle truppe del Re, due dei tre Accadi sono catturati e uccisi mentre Mathayus è preso solo dopo e costretto a guardare la morte del fratello combattente. In seguito, grazie a una predizione dell'indovina, Mathayus è portato nel deserto e conficcato per intero nella sabbia con fuori dal terreno solo la testa. A fianco a lui e nella stessa situazione si trova un ladro di cavalli, Arpid. I due sembrerebbero destinati a morire per effetto di terribili formiche rosse, ma grazie ad Arpid, che riesce a liberarsi, il pericolo è scongiurato e i due fuggono, direzione Gomorra. L'obiettivo di Mathayus ora è quello di uccidere Memnone.

### L'arrivo a Gomorra
Entrato nella città, Mathayus riesce a giungere nel luogo in cui si sta allenando il Re, ma per salvare la mano a un ragazzino accusato di furto, perde l'occasione per uccidere il nemico. Durante una serie di inseguimenti fra palazzi, Mathayus riesce a trovare la veggente Cassandra, la rapisce e, una volta recuperato Arpid, riesce a fuggire. Memnone adirato ordina a Thorak, il capo delle guardie, di radunare dodici dei suoi migliori uomini e di inseguire l'accadico per ucciderlo e recuperare l'indovina. Nella Valle dei Morti, poco prima dell'inizio di una tempesta di sabbia, il gruppo guidato da Thorak raggiunge l'accadico.

### La battaglia
In una lotta impari, Mathayus uccide la maggior parte degli uomini del Re per poi confrontarsi con Thorak stesso. Mathayus dimostra la propria superiorità e uccide anche Thorak, ma quest'ultimo, prima di morire riesce a conficcargli nella coscia sinistra una freccia intrisa di veleno di scorpione nero.

### Il veleno
Dopo lo scontro Mathayus crolla esanime a terra in balia del veleno. Durante la notte Cassandra riesce con una magia a impedire al veleno di uccidere Mathayus, mettendo la sua stessa vita in pericolo. Questo gesto fa nascere in Mathayus un senso di gratitudine verso la ragazza. Poco dopo i tre s'imbattono in Philos, già incontrato dal gruppo a Gomorra, che è stato bandito dalla città dove ricopriva il ruolo di rifornitore di armi per Memnone. Il gruppo continua il suo cammino, ma presso una sorta di oasi subisce l'imboscata di una tribù ancora libera. I quattro vengono condotti nell'unico luogo segreto ancora sconosciuto a Memnone, dove si sono radunate tutte le tribù ancora libere.

### La lotta con Balthazar
Qui Mathayus ritrova Balthazar, uno di quelli che aveva ingaggiato l'accadico per uccidere l'indovina. Dato che ora Mathayus non vuole più eliminare la veggente, è costretto ad affrontare Balthazar per difenderla da morte certa. Mathayus vince il duello e riesce poi a convincere il resto dei presenti a unire le forze per opporsi alle truppe del Re.

### L'amore tra Mathayus e Cassandra
Quella notte Cassandra ha una visione in cui Memnone e la sua armata la raggiungono fino a quel villaggio e ne sterminano tutti gli abitanti: capisce dunque di mettere a rischio la sicurezza del villaggio restando dove si trova, pertanto, per evitare l'avverarsi della sua profezia, decide di tornare da Memnone e avverte Mathayus, dicendogli che se affronterà il terribile re il suo destino è di perdere la vita, tuttavia l'Accadico afferma di essere lui stesso l'artefice del proprio destino. È allora che la veggente capisce di amarlo e giace con lui quella notte, perdendo i suoi poteri divinatori come era stato predetto. All'alba parte e fa ritorno a Gomorra, dove è stato indetto un banchetto prima dell'ultima battaglia che avrebbe consentito a Memnone di diventare il dominatore incontrastato di tutto il mondo conosciuto. Vedendosela riapparire all'improvviso, il crudele re si insospettisce e non si fida delle parole di Cassandra, la quale afferma di essere riuscita a sfuggire al suo rapitore: sospettando che abbia perso i suoi poteri divinatori a causa dell'Accadico, il sovrano la sottopone a una prova e ha la conferma di quanto temeva: ella lo ha tradito, si è innamorata dell'Accadico e concedendosi a lui non possiede più le sue visioni premonitrici. Nel frattempo Mathayus, Balthazar e gli altri popoli ancora liberi si avviano verso la città allo scopo di salvare la veggente e sconfiggere il malvagio tiranno.

### La battaglia finale
Una volta dentro comincia la battaglia: Arpid e Philos si dirigono nei sotterranei per cospargerli di polvere magica (polvere da sparo). Mathayus riesce ad arrivare in tempo nella stanza di Memnone che stava per uccidere Cassandra. Il duello finisce con lo spostarsi all'esterno, ma la bilancia sembra pendere in favore del Re. Anche Balthazar, che è riuscito a uccidere Takmet (il traditore che aveva svelato a Memnone il piano del Re Pheron, suo padre, di reclutare i tre Accadi per eliminare Cassandra), e gli altri sembrano ora vicini alla sconfitta. Arpid e Philos, pur braccati riescono a dar fuoco alla polvere e un'imponente esplosione travolge una grossa quantità di soldati del Re. Mathayus, ferito, utilizza il suo arco e scaglia una freccia a Memnone, colpendolo in pieno petto e uccidendolo. Il corpo di Memnone finisce poi per cadere dalla torre e polverizzarsi nelle fiamme prodotte dalla precedente esplosione. Mathayus si abbraccia con Cassandra e osserva dall'alto i superstiti dello scontro. I soldati di Memnone rimasti in vita si inginocchiano dinanzi a lui e lo chiamano Re. Mathayus è il nuovo re, il Re Scorpione che da lì inizierà la sua impressionante ascesa come sovrano e conquistatore di terre dell'area egiziana. Nella scena finale, Cassandra gli dice che vede un periodo di grande prosperità, Mathayus si sorprende sapendo della profezia, quando lei gli rivela che in realtà la profezia non era altro che un modo per impedire che il re le usasse violenza.

## Personaggi

### Memnone
È un guerriero eccezionale distintosi in sanguinose battaglie e dopo aver dimostrato di essere il migliore fra i suoi compagni ne è divenuto il Re, insediando il suo trono a Gomorra. Chiunque gli si sia opposto è finito ucciso, qualunque battaglia abbia intrapreso l'ha vinta con facilità grazie all'aiuto e alle visioni infallibili dell'indovina Cassandra. Quando però Memnone trova sulla sua strada l'Accadico Mathayus le cose per lui iniziano a degenerare. Prima perde la veggente, rapita da Mathayus, poi la fiducia di alcune sue guardie. Dopo il ritorno di Cassandra a Gomorra e prima di partire per l'ultima campagna militare che avrebbe permesso a Memnone di conquistare anche le ultime terre della zona, Mathayus gli si presenta davanti per lo scontro risolutivo. Memnone non si tira indietro ma alla fine è ucciso da Mathayus con una freccia che lo prende in pieno petto, mentre tentava vanamente di arrestarla.

### Cassandra
È la veggente al servizio di Memnone, rapita da quest'ultimo quando ancora ella era una fanciulla orfana. È una donna attraente, gentile, testarda, premurosa, coraggiosa, intelligente e giovane con una corporatura snella e voluttuosa, occhi castani, carnagione chiara e lunghi capelli neri e lisci. Cassandra è dotata dell'incredibile potere di prevedere gli eventi futuri con assoluta precisione, capacità che manterrà solo finché resterà vergine, motivo per il quale Memnone l'ha sempre tenuta prigioniera. I suoi poteri di divinazione sono enormi, anche se alcune volte le sue visioni non raccontano sempre il vero ma vogliono essere solo degli avvertimenti. In realtà Cassandra desidera fuggire da questa vita di schiavitù e la comparsa di Mathayus è l'unica via per farlo. Durante le varie peripezie con l'Accadico finisce per innamorarsi di lui, sentimento ricambiato dal guerriero. Una volta che Mathayus uccide Memnone lei diviene la regina del Re Scorpione e afferma che, anche se vorrebbe che fosse la pace a regnare d'ora in poi, il regno di Mathayus non sarà privo di battaglie.

### Takmet
Figlio del re Pheron, Takmet è colui che tradisce le ultime popolazioni libere e svela a Memnone l'intento di esse di inviare tre Accadi a uccidere Cassandra. Per farlo gli porta come prova la testa mozzata del padre. Grazie al suo tradimento la missione degli Accadici fallisce, mentre Takmet è subito inserito nelle grazie di Memnone. Alla fine è ucciso da Balthazar.

### Arpid
È un simpatico ladruncolo da quattro soldi, trovato per la prima volta da Mathayus nel campo di Memnone dove tentava di uccidere Cassandra. In quell'occasione Arpid è legato e appeso con la testa in giù e prossimo all'esecuzione, reo di aver rubato dei cavalli. Mathayus lo salva anche se poi lo stesso Accadico verrà scovato. I due si ritrovano immersi nella sabbia ma stavolta è Arpid a ricambiare il favore e salvare Mathayus, facendosi promettere da quest'ultimo di spartire i beni che troveranno lungo il cammino. I due poi arrivano a Gomorra e rapiscono Cassandra. Raggiunto il patto con Balthazar, Arpid accompagna l'accadico nell'assalto a Gomorra dove con Philos ha l'incarico di recarsi nei sotterranei e spargere la polvere "magica" del vecchio in modo da far saltare tutto in aria. Alla fine è proprio grazie a lui che la polvere è accesa e l'esplosione conseguente permette agli assalitori di avere ragione dei soldati di Memnone.

### Balthazar
Guerriero indigeno e capo di una delle ultime tribù libere delle regioni attorno a Gomorra, Balthazar non ha mai nutrito fiducia per gli Accadi reclutati da re Pheron per uccidere Cassandra. Quando poi al suo luogo di accampamento gli si presenta Mathayus con Cassandra ancora viva, Balthazar ne approfitta per battersi contro l'Accadico. Il duello però è vinto da Mathayus che convince il guerriero di colore a unire le forze per affrontare Memnone. Durante la notte avviene l'infiltrazione delle guerriere di Balthazar e della regina Isis a Gomorra, mentre Mathayus affronta Memnone. Durante lo scontro Balthazar riesce a uccidere il traditore Takmet, nonché figlio e uccisore di Pheron. Dopo la vittoria di Mathayus e della sua investitura a Re Scorpione, Balthazar riceve da quest'ultimo l'invito a restare a Gomorra ma il possente guerriero indigeno gli dice che deve badare al suo popolo.

### Philos
È un vecchio alchimista al servizio di Memnone, incaricato di preparare gli armamenti dell'esercito del Re. È apprezzato solo per la sua bravura, non certo per altro, dato che Thorak non manca di mostragli il suo disprezzo. Di recente sta cercando di perfezionare l'impiego di una polvere scura che lui chiama "magica", seguendo le istruzioni di una formula cinese. Con essa Philos è consapevole che potrà fare sia grandi cose ma anche azioni terribili. Dato che fornisce aiuto a Mathayus quando l'Accadico giunge per la prima volta a Gomorra, è costretto a scappare dalla città portandosi via solo la polvere. In seguito si unisce a Mathayus e partecipa all'assalto finale della città, dove con Arpid aziona la polvere causando l'esplosione di buona parte della città.

### Isis
È la regina di una tribù di guerriere. Assieme alle ultime popolazioni rimaste libere nell'area vive nell'unico luogo segreto dove Memnone non ha ancora messo piede. In questa sorta di villaggio la sua tribù convive con altre, compresa quella di Balthazar. Anche se lei resta la padrona della sua tribù, Balthazar è il capo del villaggio e nessuno mette in discussione ciò. Partecipa con altre delle sue guerriere all'assalto finale di Gomorra.

### Thorak
È il capo dei soldati di Memnone, l'unico che assieme a Takmet può parlare da pari o quasi con il Re. Quando Mathayus riesce nell'impresa di rapire Cassandra, Memnone gli ordina di radunare dodici fra i suoi migliori uomini e di inseguire l'Accadico nel deserto. Inoltre Thorak riceve dal re una speciale freccia nella cui estremità è cosparso il veleno di uno scorpione nero. Quando Thorak e i suoi uomini trovano Mathayus inizia lo scontro. Sebbene Mathayus riesca a eliminare la maggior parte dei nemici e a uccidere Thorak stesso, quest'ultimo in procinto di morte riesce a conficcargli la freccia avvelenata nella gamba sinistra.

### Pheron
È il Re di una delle ultime popolazioni libere e ancora non soggiogate da Memnone. Consapevole del valore di Cassandra per Memnone, attua un piano volto a eliminarla e per farlo ricorre a tre mercenari Accadi. Tuttavia il suo piano fallisce in quanto Memnone è avvertito in tempo da Takmet, figlio di Pheron, che per dimostrare la sua lealtà verso il Re di Gomorra mozza la testa al padre stesso.

### Jesup
È il fratello di Mathayus, un mercenario Accadico anche lui. Rispetto al fratello però sembra meno dotato nelle arti da battaglia e durante l'infiltrazione nel campo da guerra di Memnone è catturato e in seguito trucidato da Memnone stesso, davanti a un impotente Mathayus.

## Scene tagliate
Vi sono varie scene tagliate che fanno riferimento alla profezia dello scorpione. Secondo tale profezia la stessa notte dello scontro finale gli dei avrebbero indicato, con un fascio di luce, il re scorpione predestinato a dominare il mondo. Memnone sapeva di questa profezia, per questo aveva adottato lo scorpione come proprio emblema, ma il vero predestinato era Mathayus, poiché egli, grazie alle cure di Cassandra, aveva ora del sangue di scorpione nelle vene ed il colmo è che proprio Memnone era responsabile di questo (avendo egli ordinato a Thorak di trafiggere Mathayus con una freccia intrisa del veleno di scorpione). Tale profezia non è presente nel film ma vi sono vari dettagli che vi fanno riferimento, rimanendo irrisolti per via delle scene tagliate. Parte di queste scene sono presenti negli extra dell'edizione home video in DVD.

## Accoglienza

### Incassi
Il Re Scorpione ha incassato $ 12.553.380 nel suo giorno di apertura e $ 36.075.875 in totale durante il fine settimana, da 3.444 sale per una media di $ 10.475 per sede e classificandosi al primo posto al botteghino. È poi sceso del 50 percento nel suo secondo fine settimana, ma è rimasto al numero 1, guadagnando altri $ 18.038.270. Il film si è concluso il 27 giugno 2002, con un incasso nazionale totale di $ 91.047.077 e altri $ 87.752.231 a livello internazionale, per un totale mondiale lordo di $ 178.799.308, contro un budget di $ 60 milioni, rendendolo un discreto successo al botteghino. Nel primo fine settimana di programmazione nelle sale americane il film batté, a livello di incassi, il record stabilito da La mummia.

### Critica
Il Re Scorpione detiene un punteggio di approvazione del 41% su Rotten Tomatoes, sulla base di 138 recensioni. Metacritic ha assegnato al film un punteggio medio ponderato di 45 su 100, basato su 30 recensioni. Il pubblico intervistato da CinemaScore ha assegnato al film un voto B, su una scala da A a F. 
Roger Ebert, critico cinematografico del Chicago Sun-Times, ha assegnato al film 3 stelle su 4, scrivendo "Ecco un film che abbraccia la sua stupidità come una carta Esci dalla prigione gratis. La trama viene riciclata da precedenti lavori di riciclaggio, gli effetti speciali sono abbastanza brutti da farti sorridere, e il dialogo suona come se i guerrieri del deserto pre-piramidali stessero canalizzando una sitcom della Fox ... Per il suo pubblico di destinazione, alla ricerca di qualche risata, arti marziali e cose che esplodono davvero bene, sarà esattamente quello che si aspettavano. Ha un'elevata energia, l'azione non si ferma mai, i dialoghi sanno che è divertente e The Rock ha l'autorità per interpretare il ruolo e la forza d'animo per mantenere la faccia seria. Mi aspetto che lo faccia diventare una star d'azione durevole." Dennis Harvey di Variety ha dato una recensione positiva, dicendo che il film "suscita eccitazione principalmente dai lavori acrobatici e dalla loro agilità piuttosto che dall'eccesso di CGI". Nathan Rabin del The A.V. Club di The Onion ha dato al film una recensione leggermente positiva, definendolo "prototipico piatto da film estivo, progettato per essere consumato, apprezzato e dimenticato tutto in una volta".
- Caro Schwarzenegger, fatti più in là. Arriva 'The Rock', campione di wrestling di origini samoane, assai più giovane e simpatico del culturista austriaco. Dopo il suo exploit in 'La Mummia 2' difatti gli hanno cucito addosso questo 'Il Re Scorpione' che negli Usa sta facendo sfracelli. Punti di forza: la regia speedy di Chuck Russell, l'antichità mitica un po' alla Conan, il gusto fumettistico e neo-camp imposto dagli autori de 'La Mummia'. (...) Deserti insidiosi, palazzi reali, tempeste di sabbia, femmine discinte, città brulicanti. Non manca nulla: ma al posto del superomismo alla Milius, o delle oscurità care a Tolkien, c'è un susseguirsi di trovate e colpi di scena spesso assai efficaci. Anche se ogni film agli anabolizzanti richiama la battuta del vecchio Groucho Marx: 'No grazie, non vedo film in cui l'eroe ha il petto più grosso dell'eroina (Fabio Ferzetti, 'Il Messaggero', 26 aprile 2002)
- Tra combattimenti che ricordano il cappa e spada invece dei gladiatori, e farsesche ma forse anche avvincenti promesse mitiche, l'eroe si fa avanti con la faccia piatta e il muso a una dimensione del culturista Dwayne Johnson, passato davanti alla cinepresa dopo aver abbattuto avversari immensi e pesanti sul tappeto delle arene di lotta libera. Sarà lui il primo faraone ovvero il re scorpione? Indovinate, a meno che non abbiate voglia di scoprire quanto il cartone oggi, al cinema, sa di pixel. Per tutti. E di più. (Silvio Danese, 'Il Giorno', 26 aprile 2002)
- Di una pellicola costata 60 milioni di dollari si può dire che è un kolossal di serie B? 'Il Re Scorpione' lo è. E tuttavia, il divertimento è assicurato proprio dalla semplicità elementare della formula: effetti speciali non sofisticati, azione tanta, violenza poca e un protagonista con la faccia che non esprime e i muscoli che parlano. (Alessandra Levantesi, 'La Stampa', 27 aprile 2002)

## Riconoscimenti
2003 - Saturn Award
- Candidatura come miglior film fantasy

2003 - ASCAP Award
- Miglior colonna sonora a John Debney

2001 - California on Location Award
- Signature Award

2003 - Kids' Choice Award
- Candidatura come picchiatore maschile preferito a Dwayne Johnson

2002 - Teen Choice Awards
- Candidatura come miglior attore in film estivo d'azione o avventura a Dwayne Johnson